# Heteroplopomus barbatus
Heteroplopomus barbatus är en fiskart som först beskrevs av Tomiyama, 1934.  Heteroplopomus barbatus ingår i släktet Heteroplopomus och familjen smörbultsfiskar. Inga underarter finns listade i Catalogue of Life.